# Ikerfémes műszer

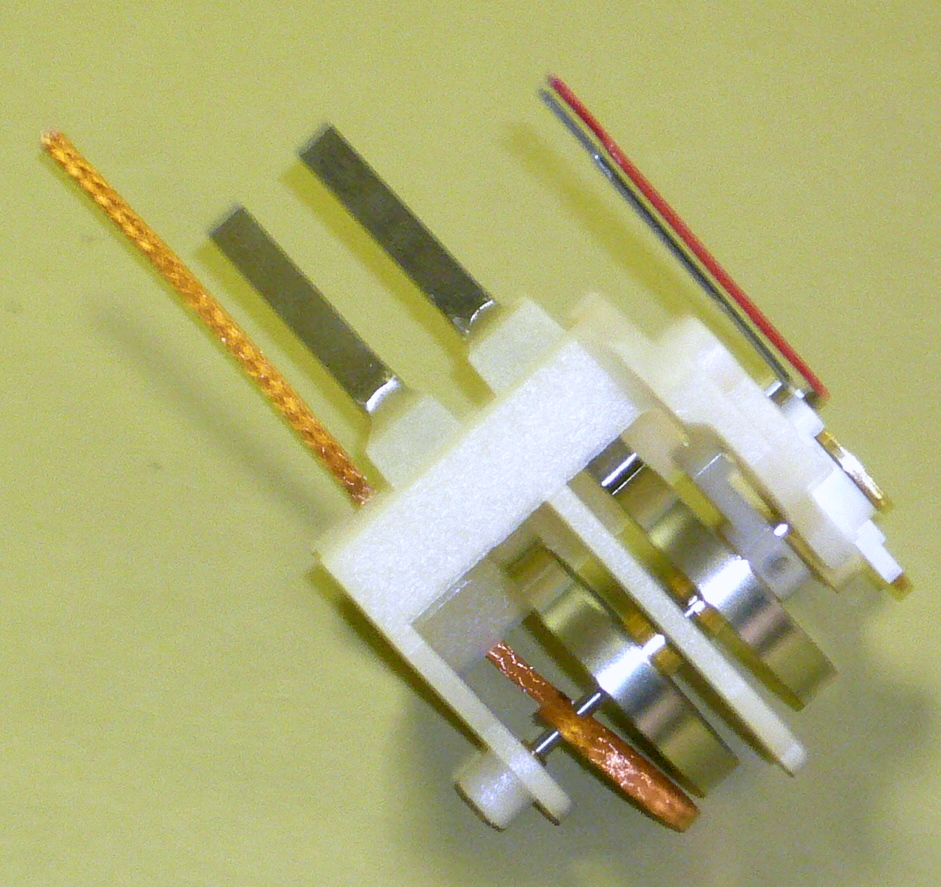
Ikerfémes mérőmű

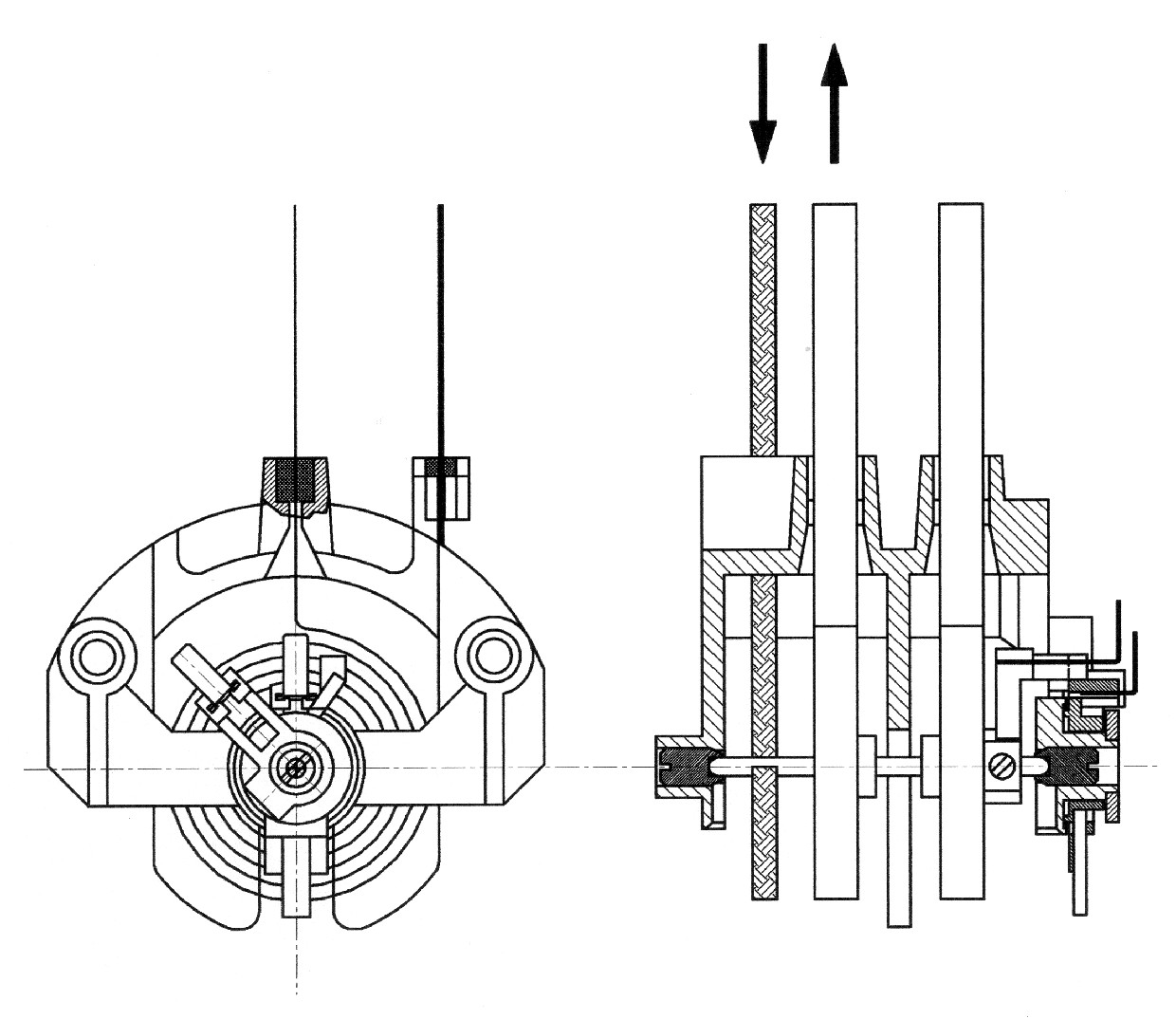
Ikerfémes mérőmű áram hozzávezetése

Az ikerfémes műszer az ikerszalag két összetevőjének eltérő hőtágulását használja ki. Általában váltakozó áram mérésére használják.

## Működése
Két eltérő hőtágulású fémszalagot egész hosszúságukban összehegesztve, összeforrasztva, vagy egymásba hengerelve készül az ikerszalag. 
Az ikerfém spirális anyaga kétféle nikkelacél ötvözet. Ha ezt a szalagot egyik végén befogják, és egyenletesen fölmelegítik a szalag, az eltérő hőtágulás hatására deformálódik, és szabad végének elmozdulása mértéke lesz a fölmelegedésnek. 
Ezt az elvet használja az ikerfémes műszer. Az ikerfémet arkhimédészi spirál alakúra feltekerik. Ez a spirális külső végén rögzített (ez egyben az egyik áram hozzávezetés is), belső vége a műszer tengelyéhez van erősítve, és így az áram hozzávezető szálhoz is csatlakozik. Az áram hozzávezetési pontokon keresztül a spirálon áramot folyatunk keresztül. Az átfolyó áram hőhatására az ikerfém szalag felmelegszik, és így deformálódik. Az eltérő hőtágulás hatására a tengely elfordul. Az ikerfémes műszer meglepően nagy nyomatékot képes leadni. (minimum 30 gcm!). A műszeren elhelyeznek egy külön (vont) mutatót, melyet a műszer mutatója maga előtt tol. A mért érték csökkenésekor ez a mutató nem tér vissza, hanem az előző értéken marad, és így az időállandónak megfelelő mindenkori átlagérték maximumát mutatja. 
Másik jellemzője a nagy hőtehetetlenség. A névleges áramra kapcsolva a végkitérés 20%-át az időállandó 4%-a, a végkitérés 50%-át az időállandó 17%-a, míg a végkitérést az időállandó 100%-a alatt éri el. A gyakorlatban a 8 perc, és 15 perc időállandójú spirálokat használják.
A műszerek általában X/1A, és X/5A áramváltó áttételhez készülnek, 20% túlárammal.

## A külső hőmérséklet-változás hatása
Megváltoztatja az ikerfém szalag hőmérsékletét és deformációját. Ezt elkerülendő a műszerbe még egy másik, ugyanolyan tulajdonságú spirálist helyezünk el oly módon, hogy annak külső hőmérséklet-változás hatására bekövetkező deformációja az áramot vezető spirál forgatási iránya ellen forgassa a tengelyt. Így a két kitérítő nyomaték kiegyenlíti egymást, a külső hőmérséklet-változás hatása csak a spirálok gyártási szórásától függ, ami elhanyagolható.

## A két spirál egymásra hatása
Mint az előzőekből következik, áram csak az egyik spirálison folyik, mely felmelegszik. Ha ez a spirál felmelegítheti a másik spirált is, az csökkenti a kitérés nagyságát. Ezt elkerülendő a két spirál közé lehetőleg jó hővezető anyagból (pl. fém) készült tárcsát kell tenni, a hőcsatolást meg kell akadályozni.
A nagy hőtehetetlenség is mutatja: a mérő spirális tömege, és hőkapacitása viszonylag nagy, emiatt az áram gyors ingadozását nem képes mérni. Ugyanígy a lökésszerű túlterhelésekre is kevéssé érzékeny.
Az ikerfémes műszer az áram effektív értékének, az időállandónak megfelelő átlagát, míg a vont mutató ennek az értéknek a mindenkori maximumát méri.

## A műszer beállítása
A műszerrel egy állítható hosszúságú ellenálláshuzalt (manganin) kapcsolunk párhuzamosan. Az ellenállás hosszának változtatásával a műszeren folyó áram pontosan beállítható.
A vont mutató, egy plombálható forgatógombbal visszaállítható nulla helyzetbe. (árammentes állapotban!)

## Vonatkozó szabvány
- IEC-EN 60051-1-9